# Günther Korten
Günther Korten (26 de julio de 1898, Colonia, Imperio alemán - Tercer Reich, Prusia Oriental, 22 de julio de 1944) fue un Coronel general alemán y Jefe del Estado Mayor de la Luftwaffe en la Segunda Guerra Mundial. Murió de las heridas sufridas en el intento de asesinato de Adolf Hitler en julio de 1944.

## Biografía

### Primeros años
Korten nació en Colonia como hijo del arquitecto Hugo Korten (1855-1931) y su esposa Marie Korten (1866-1942). Al comienzo de la Primera Guerra Mundial era cadete en el Ejército Prusiano. Sirvió durante la guerra en un batallón de ingeniería. Continuó su carrera militar después de la guerra en los Ingenieros, hasta que fue seleccionado en 1928 para participar en el programa secreto de entrenamiento de pilotos en la Unión Soviética. Al regresar a Weimar, Alemania, se unió a la "Bildstelle Berlin". 

### Segunda Guerra Mundial
Korten se unió a la Luftwaffe en 1934 cuando el Tercer Reich comenzó su programa de rearme. Recibió capacitación como oficial de personal general y sirvió durante varios años en el Ministerio del Aire. Era coronel y jefe del estado mayor de Luftflotte 4 (4.ª Flota Aérea) estacionado en Austria. 
A principios de 1940, Korten fue transferido al personal general de la Luftflotte 3 (3.ª Flota Aérea), en la que sirvió durante la Batalla de Francia y la Batalla de Inglaterra. El 19 de julio fue ascendido a mayor general. En enero de 1941 fue transferido de regreso a la 4.ª Flota Aérea, para participar en la Campaña de los Balcanes y en el asalto a la Unión Soviética (Operación Barbarroja). En agosto de 1942 fue ascendido a teniente general y asumió el mando sobre el I. Fliegerkorps, que luchó en el sector sur del Frente Oriental y fue transferido temporalmente al "Luftwaffenkommando Don" durante la Batalla de Stalingrado. 
A principios de 1943, Korten fue ascendido a general y en el verano reemplazó a Alfred Keller en la Luftflotte 1 (1.ª Flota Aérea). Unas semanas más tarde, el 25 de agosto, aceptó el cargo de Jefe del Estado Mayor de la Luftwaffe, después de que el exjefe del Estado Mayor Hans Jeschonnek se suicidó.

### Muerte

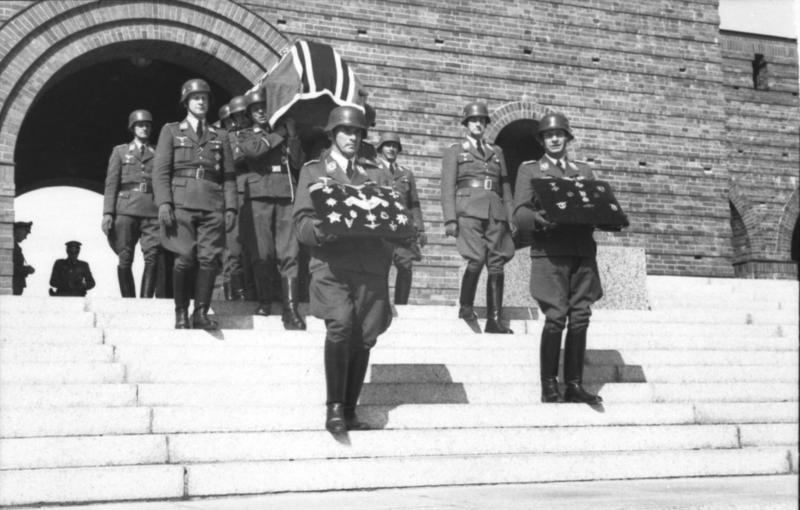
Ceremonia fúnebre en Tannenberg.

Korten resultó gravemente herido en la Wolfsschanze, cerca de Rastenburg, durante el complot del 20 de julio de 1944, en el que el coronel Claus von Stauffenberg intentó asesinar a Hitler con una bomba. Dos días después del intento de asesinato sucumbió a sus heridas en el hospital militar adjunto al cuartel general del Führer. Al igual que las otras víctimas militares, Rudolf Schmundt y Heinz Brandt, fue ascendido póstumamente, en su caso a coronel general. 
Originalmente, Korten fue enterrado en el Memorial de Tannenberg. Fue enterrado de nuevo en el cementerio Friedhof Bergstraße en Steglitz, Berlín. La tumba todavía existe.

## Condecoraciones
- Cruz de Hierro, 2.ª y 1.ª clase (1914)
- Broche a la Cruz de Hierro, 2.ª y 1.ª clase (1939)
- Cruz Alemana en Oro (29 de diciembre de 1942)[2]
- Cruz de Caballero de la Cruz de Hierro el 3 de mayo de 1941 como Generalmajor y Jefe de Estado Mayor de la Luftflotte 4[3]
- Medalla de Herido del 20 de julio (a título póstumo)

### Citas
1. ↑  German Newsreel No. 726, 1944-08-02 (Video en YouTube.)
2. ↑  Patzwall
3. ↑  Scherzer 2007, p. 467.